# Anthony Mann
Anthony Mann, (eigentlich Emil Anton Bundsmann; * 30. Juni 1906 in San Diego; † 29. April 1967 in Berlin) war ein US-amerikanischer Filmregisseur. Er profilierte sich in den 1950er-Jahren als Regisseur von bedeutenden Western  wie Winchester ’73, Nackte Gewalt und Der Mann aus Laramie, drehte aber auch mehrere Film noirs und die Historienepen El Cid und Der Untergang des Römischen Reiches.

## Leben
Mann begann seine Karriere in New York City als Theaterschauspieler und Regisseur am Broadway. Der Produzent David O. Selznick holte ihn als Aufnahmeleiter und Regieassistent nach Hollywood, wo er unter anderem Probeaufnahmen für die Filme Vom Winde verweht und Rebecca drehte. Als Filmregisseur drehte er in den 1940er Jahren zunächst B-Filme, darunter eine Reihe von inzwischen bei Filmhistorikern geschätzten Film noirs wie Geheimagent T und Flucht ohne Ausweg, für deren visuelles Profil Kameramann John Alton verantwortlich zeichnete. Der Erfolg dieser Filme brachte Mann und Alton einen Vertrag bei der Produktionsgesellschaft MGM ein.
Manns große Zeit begann 1950 mit einer Reihe von für Universal Pictures gedrehten Western. In fünf von diesen übernahm James Stewart die Hauptrolle, für das Drehbuch zeichnete häufig Borden Chase verantwortlich. Sowohl Filmhistoriker wie Georg Seeßlen als auch Regisseure wie Martin Scorsese wiesen auf die thematische Konsequenz dieser Filme hin: „Manns Western […] handeln von einem Westerner, der, bewußt oder unbewußt, bereits einen Bruch mit der Gesellschaft hinter sich hat […] die sich auch in seinen Taten äußert: angestrengte Gewaltakte, die ihren Sinn nur noch in sich selbst haben, aber «geschichtlich» nichts bewirken. […] In der Verbindung vom [sic] emotionalen und materiellen Anreizen für die Gewalt […] verweisen Manns Western auf die Entwicklung des Italo-Western.“ (Georg Seeßlen/Claudius Weil: Western-Kino)
Eine Wende in seiner Karriere trat 1960 ein, als er den Regieauftrag für die MGM-Produktion Cimarron erhielt. Es war sein letzter Western und zugleich sein erster epischer Film. Nach Auseinandersetzungen mit dem Produzenten wurde er nach der Hälfte der Dreharbeiten durch Charles Walters abgelöst. Bereits 1951 kam er erstmals mit einer Großproduktion in Berührung: In Quo Vadis drehte er mit dem zweiten Kamerateam die Feuersbrunst. Die Szenen in der Gladiatorenschule in Spartacus stammten ebenfalls von ihm. Nach künstlerischen Differenzen mit Produzent und Hauptdarsteller Kirk Douglas wurde er durch Stanley Kubrick ersetzt. Mit Produzent Samuel Bronston drehte er El Cid und Der Untergang des Römischen Reiches, der für lange Zeit der letzte Monumentalfilm mit antikem Hintergrund war.
Nach einer erneuten Zusammenarbeit mit Kirk Douglas in dem Kriegsfilm Kennwort „Schweres Wasser“ war er gerade mit Dreharbeiten zu dem Film Todestanz eines Killers in Berlin beschäftigt, als er an Herzversagen starb. Hauptdarsteller Laurence Harvey führte den Film zu Ende.

## Filmografie
- 1942: Dr. Broadway
- 1942: Moonlight in Havana
- 1943: Nobody’s Darling
- 1944: My Best Gal
- 1944: Strangers in the Night
- 1945: The Great Flamarion
- 1945: Two O’Clock Courage
- 1945: Sing Your Way Home
- 1946: Strange Impersonation
- 1946: The Bamboo Blonde
- 1947: In der Klemme (Desperate)
- 1947: Der parfümierte Killer (Railroaded!)
- 1947: Geheimagent T (T-Men)
- 1948: Flucht ohne Ausweg (Raw Deal)
- 1948: Schritte in der Nacht (He Walked By Night) – Co-Regie (ungenannt)
- 1949: Guillotine (Reign of Terror)
- 1949: Tödliche Grenze (Border Incident)
- 1949: Side Street
- 1950: Winchester ’73 (Winchester ’73)
- 1950: Die Farm der Besessenen (The Furies)
- 1950: Fluch des Blutes (Devil's Doorway)
- 1951: Verschwörung im Nachtexpreß (The Tall Target)
- 1952: Meuterei am Schlangenfluß (Bend of the River)
- 1953: Nackte Gewalt (The Naked Spur)
- 1953: Die Todesbucht von Louisiana (Thunder Bay)
- 1954: Die Glenn Miller Story (The Glenn Miller Story)
- 1954: Über den Todespaß (The Far Country)
- 1955: In geheimer Kommandosache (Strategic Air Command)
- 1955: Der Mann aus Laramie (The Man from Laramie)
- 1955: Draußen wartet der Tod (The Last Frontier)
- 1956: Serenade (Serenade)
- 1957: Tag ohne Ende (Men in War)
- 1957: Stern des Gesetzes (The Tin Star)
- 1958: Gottes kleiner Acker (God’s Little Acre)
- 1958: Der Mann aus dem Westen (Man of the West)
- 1960: Cimarron
- 1961: El Cid
- 1964: Der Untergang des Römischen Reiches (The Fall of the Roman Empire)
- 1965: Kennwort ’Schweres Wasser’ (The Heroes of Telemark)
- 1968: Todestanz eines Killers (A Dandy in Aspic)